# Sarcinodes carnearia
Sarcinodes carnearia là một loài bướm đêm trong họ Geometridae.